# Arrhenophanes perspicilla
Arrhenophanes perspicilla är en fjärilsart som beskrevs av Stoll 1790. Arrhenophanes perspicilla ingår i släktet Arrhenophanes och familjen Arrhenophanidae. Inga underarter finns listade i Catalogue of Life.

## Bildgalleri

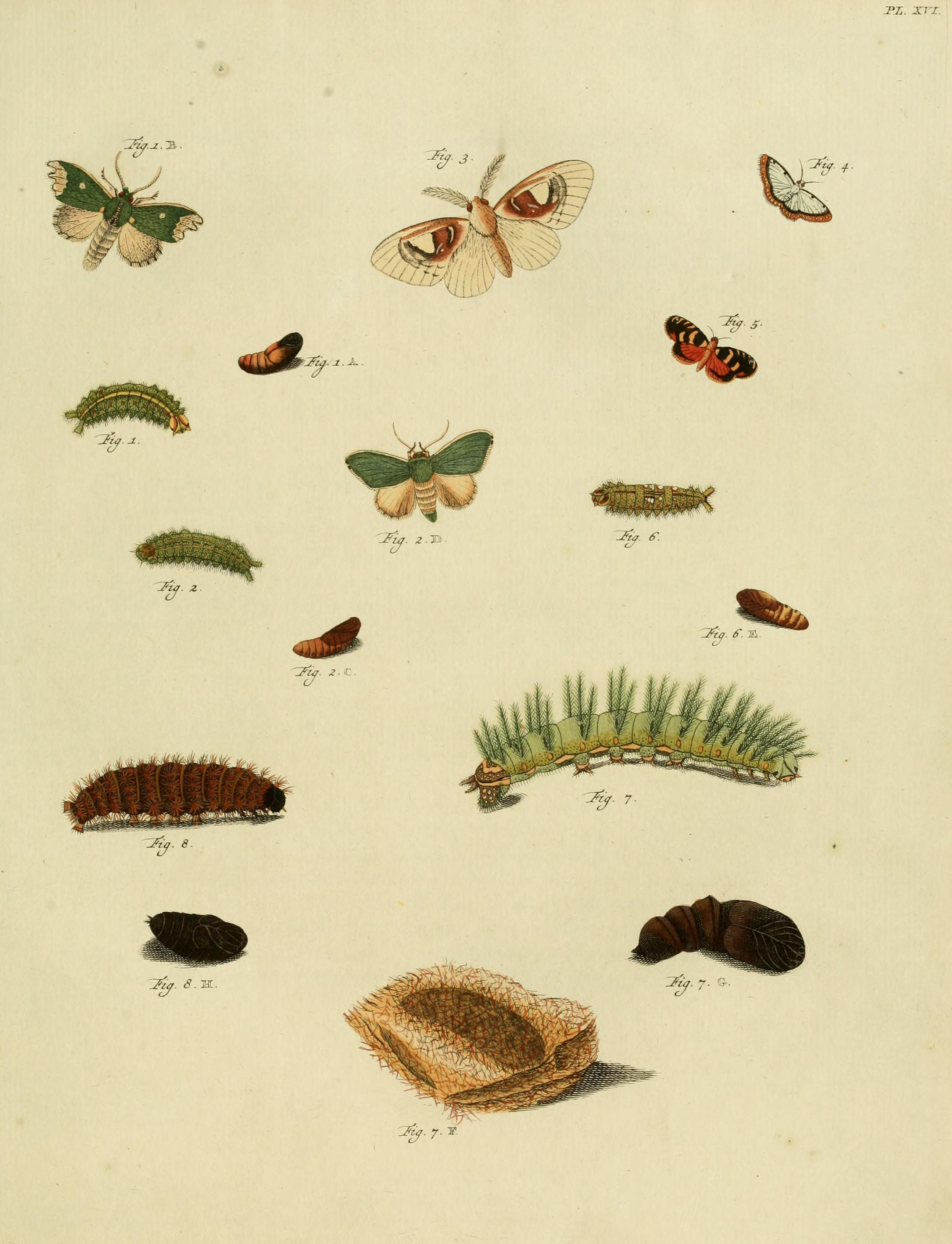